# Руис, Алехандро
Алехандро Руис Маркес (исп. Alejandro Ruiz Marquez) (9 июня 1967, Мехико, Мексика) — известный мексиканский актёр театра и кино и певец. 

## Биография
Родился 9 июня 1967 года в Мехико. В мексиканском кинематографе дебютировал в 1975 году, в фильме Убийца не одинок, когда ему было всего лишь 8 лет, где он сыграл роль Хулио в детстве. После окончания средней школы он поступил в Национальный мексиканский автономный университет, где он учился на факультете бухгалтерского учёта и оставил его с целью продолжения актёрской карьеры. В 1985 году вернулся в кинематограф и ему доверили роль Фелипе Акунья в культовом телесериале Никто кроме тебя, который был продан во многие страны мира и актёр вышел на мировой уровень и с тех пор снялся в 60 работах в кино и телесериалах. Телесериалы Узурпаторша, Личико ангела, Злоумышленница, Мачеха, Самая прекрасная дурнушка и Я твоя хозяйка также оказались весьма успешными в карьере актёра. Трижды был номинирован на премии Bravo и TVyNovelas, из которых ему удалось одержать победу в двух из них (по одной номинации двух премий).

### Певческая карьера
Начиная с 1998 года выступает как певец и выступает как в Мексике, так и за её пределами. В качестве певца выступал в Венесуэле, Гватемале, Гондурасе и США (Лос-Анджелес, Майами, Чикаго).

## Фильмография

### Телесериалы

#### Свыше 2-х сезонов
- 1985-2007 — Женщина, случаи из реальной жизни (17 сезонов)
- 2008-н. в. — Роза Гваделупе (6 сезонов) — Исидро.
- 2011-н. в. — Как говорится (6 сезонов) — Эрнесто.

#### Televisa
- 1985 — Никто кроме тебя — Фелипе Акунья.
- 1986 — Связанные одной цепью — Маркос.
- 1987 — Путь к славе — Хосе Леон Торал.
- 1988 — Единокровка — Агустин.
- 1990 — Лицо моего прошлого — Рикардо.
- 1991 —
  - Каприз — Фернандо.
  - Пойманная — Октавио.
- 1993 — Валентина — Пабло.
- 1994 —
  - Кристальная империя — Марсело Окампо.
  - Полёт орлицы — Хусто Бенитес.
- 1996 — Зажжённый факел — Диего Фонкеррада.
- 1997 — Эсмеральда — Адриан Лусеро.
- 1998 — Узурпаторша — Леандро.
- 1999 —
  - Мальчик, пришедший с моря — Мартин.
  - Рождественская сказка
- 2000-01 — Личико ангела — Омеро Анайя Рубалкаба.
- 2001 —
  - Девятая заповедь — Диего Гаскон.
  - Злоумышленница — Хувенсио Менчака.

### Фильмы
- 1975 — Убийца не одинок — Хулио (ребёнок).
- 1989 — Богиня порта
- 1990 — Демоны пустыни

## Театральные работы
- 1988 — Боже мой, что беспорядок
- 2007 — Лучше на время